# Сечиште
Сечиште (болг. Сечище) — село в Болгарии. Находится в Шуменской области, входит в общину Нови-Пазар. Население составляет 123 человека.

## Политическая ситуация
Сечиште подчиняется непосредственно общине и не имеет своего кмета.
Кмет (мэр) общины Нови-Пазар — Васил Еленков Тонев (Болгарская социалистическая партия (БСП)) по результатам выборов в правление общины.